# 汕头北站

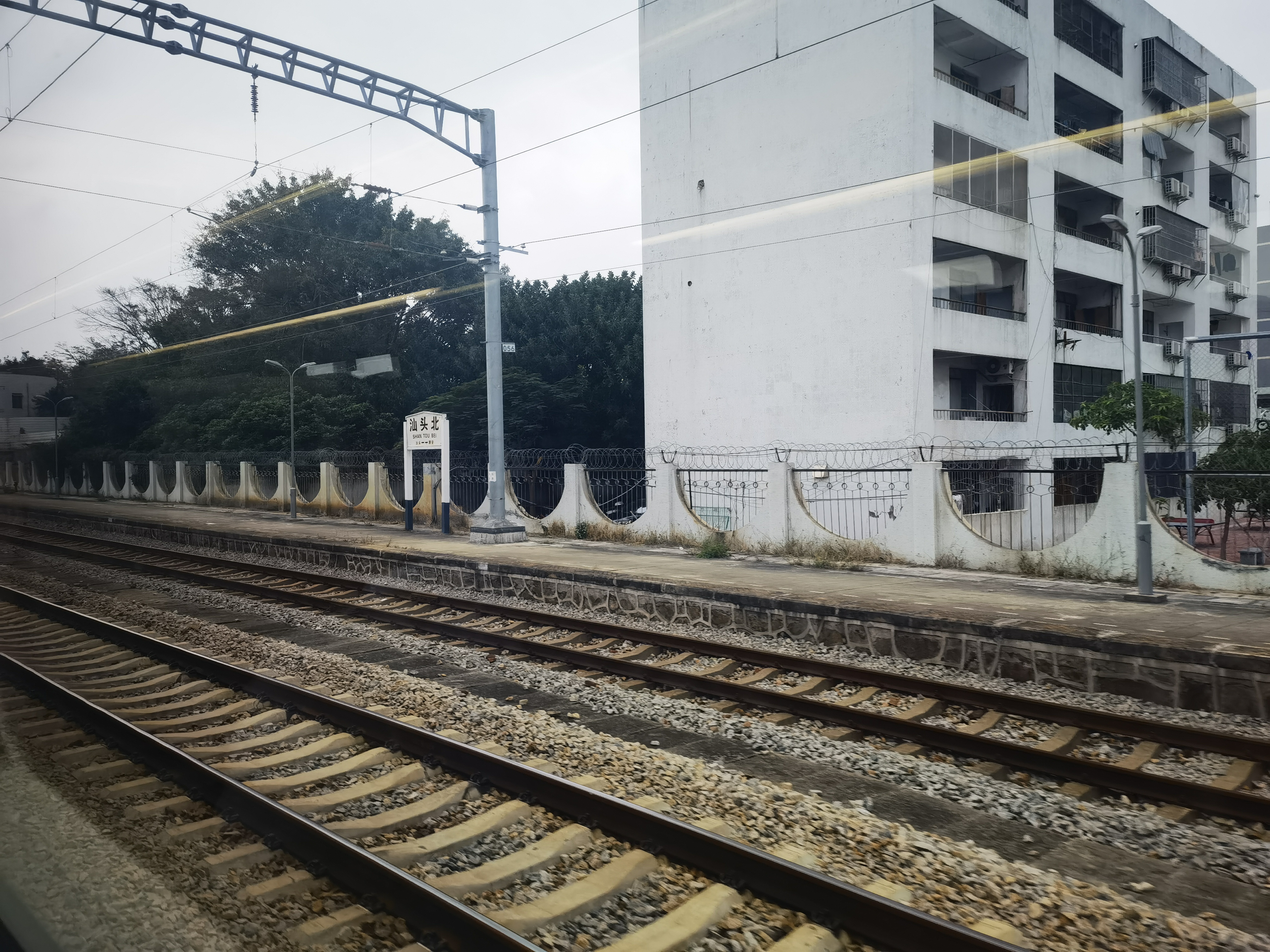
站牌

汕头北站，位于广东省汕头市龙湖区泰山北路，是梅汕铁路上的火车站，建于1995年，由广州铁路集团管辖。现只办理货运和编组业务，是汕头市主要的铁路货运站和重要编组站。
2017年因广梅汕铁路增建二线，本站改造施工，2018年8月3日完工，现拥有13条轨道。

## 車站周邊

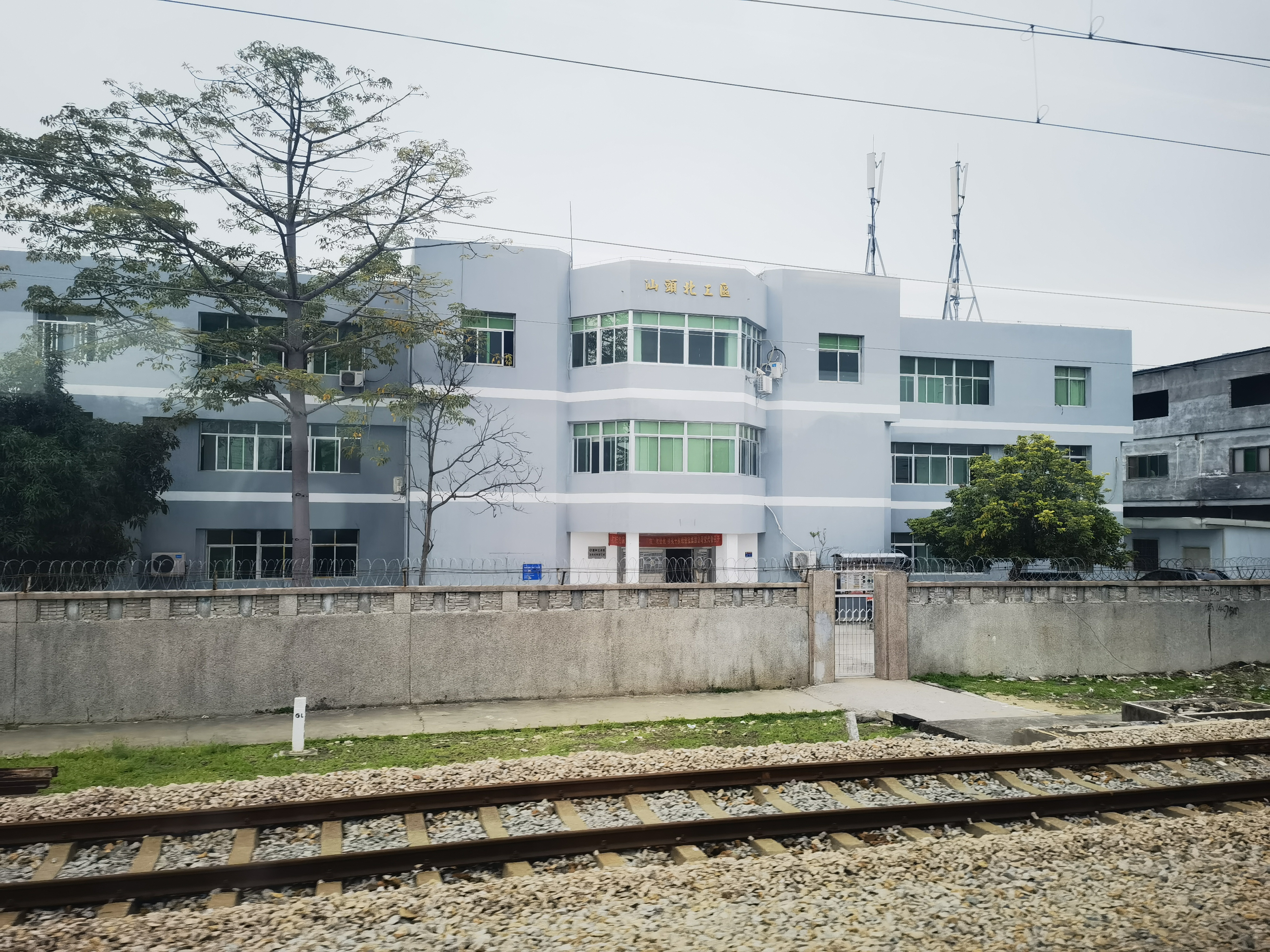
汕头北工区

- 汕头北工务段
- 汕头大学精神卫生中心
- 汕头粤东粮食批发市场

## 歷史
- 建于1995年。